# Tang Chih-chun
Tang Chih-chun (em mandarim: 湯智鈞, pinyin: Tāng Zhìjūn; 16 de março de 2001) é um arqueiro profissional taiwanês, medalhista olímpico.

## Carreira
Chih-chun participou da prova de tiro com arco em equipes masculina nos Jogos Olímpicos de Verão de 2020 em Tóquio ao lado de Wei Chun-heng e Deng Yu-cheng, conquistando a medalha de prata como representante do Taipé Chinês.